# Joá
Joá est un quartier de la zone Ouest de la ville de Rio de Janeiro au Brésil.

## Présentation
Joá est le plus petit quartier de la ville de Rio de Janeiro. Il se trouve à flanc de côte, près du littoral (on y trouve le plage de Joatinga) et est bordé par le quartier de Barra da Tijuca. Ses habitants sont très aisés et les maisons implantées sont très luxueuses (on peut distinguer des ascenseurs privés dans plusieurs d'entre elles).
Le quartier est situé sur le mont de la Pedra da Gavea.